# クシシュトフ・コスィーンシキー
クシシュトフ・コスィーンシキー（ウクライナ語：Кри́штоф Коси́нський；?‐1593年5月）は、ウクライナの軍人、登録コサックの将軍。

## 概要
ポーランド・リトアニア共和国ポドラシェ県出身の貴族。父は正教徒のルーシ人、母はカトリック教徒のポーランド人。1586年にザポロージャのコサックの長老として史料に登場する。1590年の春に、ジグムント3世の命令を受け、ポジーリャ地方へ攻め入ったオスマン帝国軍とクリミア・ハン国軍を破り、その手柄のために知行としてロキトノ荘を賜った。その後、ロキトノ荘を横領したルーシ系公爵ヤーヌシュ・オストロージシキーと争い、1591年に公爵の不法に対しコサックの反乱を起こした。これをコスィーンシキーの乱という。1591年の秋に公爵の所領であったビーラ・ツェールクヴァを陥落させ、公爵の館からロキトノ荘に関するすべての公文書を奪った。1592年中に、反乱の拡大にともなってキエフ県の全域とポジーリャ県の一部をコサックの支配下に置いた。1593年2月にオストロージシキーの軍勢に惨敗し、逃走した。1593年にチェルカースィを訪れる際、現地の代官オレクサーンドル・ヴィシュネヴェーツィキー公爵の家臣によって殺害された。